# Lliga de Campions Femenina de la UEFA 2017-18
La Lliga de Campions Femenina de la UEFA 2017-18 és la 17a edició del campionat de clubs femenins més important d'Europa. El torneig comença el 22 d'agost del 2017 amb la fase de classificació i acaba el 24 de maig del 2018 amb la final a l'Estadi Valeriy Lobanovskyi Dynamo a Kíev, Ucraïna, dos dies abans de la final del torneig masculí.

## Equips participants

### Distribució
Un total de 61 equips de 49 associacions miembres de la UEFA participen en aquesta edició de la Lliga de Campions Femenina de la UEFA, el que torna a establir un rècord en el nombre de participants. El ranking basat en els coeficients UEFA s'utilitza per a determinar el nombre d'equips participants per cada associació:
- Les associacions del número 1 al 12 del ranking tenen dos equips classificats.
- Totes les altres hi classifiquen un equip.
- El guanyador de la Lliga de Campions Femenina de la UEFA 2016-17 té una plaça assegurada per aquesta edició en cas que no es classifiqués a través de la seva lliga.

A diferència de la Lliga de Campions masculina, no totes les associacions classifiquen algun equip i el nombre exacte d'equips en cada fase pot no determinar-se fins a saber la llista completa d'equips classificats. En general, el campió vigent, els campions de les 12 primeres associacions i els subcampions de les associacions amb millor posició reben una plaça a la ronda de setzens de final. Tots els altres equips entren a la fase de classificació, d'on els campions de cada grup i el millor segon de grup també es classifiquen pels setzens final per unir-se als que es classifiquen directament.
Amb 61 places aquesta temporada, els 40 equips més mal classificats entren a la fase de classificació (10 grups); els 10 campions de grup i el millor segon es classifiquen pels setzens de final amb els 21 classificats directament.
Aquesta edició és la primera amb un equip de Georgia des de l'edició 2010-11 mentre que el campió de Luxemburg torna després d'un any d'absència.

### Equips
| Fase de Grups         | Fase de Grups         | Fase de Grups        | Fase de Grups     |
| --------------------- | --------------------- | -------------------- | ----------------- |
| VfL Wolfsburg         | Bayern Múnic          | Olympique de Lió     | Montpellier HSC   |
| Linköpings FC         | FC Rosengård          | Manchester City FC   | Chelsea FC        |
| Atlético de Madrid    | FC Barcelona          | FK Rossiyanka        | Zvezda 2005 Perm  |
| Fiorentina FC         | ACF Brescia           | Brøndby IF           | Fortuna Hjørring  |
| SK Slavia Praga       | Sparta Praga          | St. Pölten           | Glasgow City FC   |
| LSK Kvinner           |                       |                      |                   |
| Fase de Classificació |                       |                      |                   |
| SK Sturm Graz         | Hibernian L.F.C.      | Avaldsnes IL         | FC Zürich         |
| AFC Ajax              | BIIK Kazygurt         | Apollon Limassol     | Standard Liège    |
| KKPK Medyk Konin      | UMF Stjarnan          | Olimpia Cluj         | Spartak Subotica  |
| MTK Budapest FC       | PK-35 Vantaa          | Konak Belediyespor   | Shelbourne Ladies |
| SFK Sarajevo          | Sporting CP           | Gintra Universitetas | FK Minsk          |
| WFC Kharkiv           | NK Olimpija Ljubljana | ŽNK Osijek           | P.A.O.K.          |
| FC Qiryat Gat         | FC NSA Sofia          | Pärnu JK             | Partizán Bardejov |
| Linfield FC           | KI Klaksvík           | ŽFK Istatov          | Swansea City AFC  |
| KS Vllaznia Shkodër   | Rīgas FS              | ŽFK Breznica         | Birkirkara FC     |
| FC Noroc Nimoreni     | SC Bettembourg        | KFF Hajvalia         | FC Martve         |

## Fase de classificació
El sorteig de la fase de classificació es realitza el 23 de juny del 2017. Els equips es van separar en 5 bombos, un per als equips amfitrions i els altres quatre per a la resta dels equips repartits segons el seu coeficient.

### Grup 1
| Pos | Equip                | PJ | PG | PE | PP | GF | GC | DG  | Pts | Classificació    |   | GIN | BEL | BAR | MAR |
| --- | -------------------- | -- | -- | -- | -- | -- | -- | --- | --- | ---------------- | - | --- | --- | --- | --- |
| 1   | Gintra Universitetas | 3  | 3  | 0  | 0  | 13 | 1  | +12 | 9   | Setzens de final |   | —   | —   | 4–0 | 6–0 |
| 2   | Konak Belediyespor   | 3  | 2  | 0  | 1  | 11 | 4  | +7  | 6   |                  |   | 1–3 | —   | —   | 5–0 |
| 3   | Partizán Bardejov    | 3  | 1  | 0  | 2  | 4  | 9  | −5  | 3   |                  | — | 1–5 | —   | —   |     |
| 4   | FC Martve (H)        | 3  | 0  | 0  | 3  | 0  | 14 | −14 | 0   |                  | — | —   | 0–3 | —   |     |

### Grup 2
| Pos | Equip            | PJ | PG | PE | PP | GF | GC | DG  | Pts | Classificació    |   | CLU | HIB | KHA | SWA |
| --- | ---------------- | -- | -- | -- | -- | -- | -- | --- | --- | ---------------- | - | --- | --- | --- | --- |
| 1   | Olimpia Cluj (H) | 3  | 2  | 1  | 0  | 5  | 1  | +4  | 7   | Setzens de final |   | —   | —   | 1–0 | 3–0 |
| 2   | Hibernian L.F.C. | 3  | 1  | 2  | 0  | 7  | 2  | +5  | 5   |                  |   | 1–1 | —   | —   | 5–0 |
| 3   | WFC Kharkiv      | 3  | 1  | 1  | 1  | 10 | 2  | +8  | 4   |                  | — | 1–1 | —   | —   |     |
| 4   | Swansea City AFC | 3  | 0  | 0  | 3  | 0  | 17 | −17 | 0   |                  | — | —   | 0–9 | —   |     |

### Grup 3
| Pos | Equip          | PJ | PG | PE | PP | GF | GC | DG  | Pts | Classificació    |     | AJA | LIE | PÄR | RIG |
| --- | -------------- | -- | -- | -- | -- | -- | -- | --- | --- | ---------------- | --- | --- | --- | --- | --- |
| 1   | AFC Ajax       | 3  | 3  | 0  | 0  | 11 | 1  | +10 | 9   | Setzens de final |     | —   | 3–0 | —   | 6–0 |
| 2   | Standard Liège | 3  | 2  | 0  | 1  | 10 | 3  | +7  | 6   |                  |     | —   | —   | 2–0 | 8–0 |
| 3   | Pärnu JK (H)   | 3  | 1  | 0  | 2  | 3  | 4  | −1  | 3   |                  | 1–2 | —   | —   | —   |     |
| 4   | Rīgas FS       | 3  | 0  | 0  | 3  | 0  | 16 | −16 | 0   |                  | —   | —   | 0–2 | —   |     |

### Grup 4
| Pos | Equip             | PJ | PG | PE | PP | GF | GC | DG | Pts | Classificació    |     | KON | SHE | VAN | LIN |
| --- | ----------------- | -- | -- | -- | -- | -- | -- | -- | --- | ---------------- | --- | --- | --- | --- | --- |
| 1   | KKPK Medyk Konin  | 3  | 2  | 1  | 0  | 6  | 2  | +4 | 7   | Setzens de final |     | —   | 0–0 | —   | 4–1 |
| 2   | Shelbourne Ladies | 3  | 1  | 2  | 0  | 3  | 1  | +2 | 5   |                  |     | —   | —   | 0–0 | —   |
| 3   | PK-35 Vantaa      | 3  | 1  | 1  | 1  | 2  | 2  | 0  | 4   |                  | 1–2 | —   | —   | 1–0 |     |
| 4   | Linfield FC (H)   | 3  | 0  | 0  | 3  | 2  | 8  | −6 | 0   |                  | —   | 1–3 | —   | —   |     |

### Grup 5
| Pos | Equip                | PJ | PG | PE | PP | GF | GC | DG  | Pts | Classificació    |   | LIM | GRA | SOF | NIM |
| --- | -------------------- | -- | -- | -- | -- | -- | -- | --- | --- | ---------------- | - | --- | --- | --- | --- |
| 1   | Apollon Limassol (H) | 3  | 3  | 0  | 0  | 14 | 1  | +13 | 9   | Setzens de final |   | —   | —   | 4–0 | 6–0 |
| 2   | SK Sturm Graz        | 3  | 2  | 0  | 1  | 8  | 5  | +3  | 6   |                  |   | 1–4 | —   | —   | 4–0 |
| 3   | FC NSA Sofia         | 3  | 1  | 0  | 2  | 2  | 7  | −5  | 3   |                  | — | 1–3 | —   | —   |     |
| 4   | FC Noroc Nimoreni    | 3  | 0  | 0  | 3  | 0  | 11 | −11 | 0   |                  | — | —   | 0–1 | —   |     |

### Grup 6
| Pos | Equip                     | PJ | PG | PE | PP | GF | GC | DG  | Pts | Classificació    |   | MIN | ZÜR | LJU | BIR |
| --- | ------------------------- | -- | -- | -- | -- | -- | -- | --- | --- | ---------------- | - | --- | --- | --- | --- |
| 1   | FK Minsk                  | 3  | 2  | 1  | 0  | 13 | 0  | +13 | 7   | Setzens de final |   | —   | 0–0 | —   | 8–0 |
| 2   | FC Zürich                 | 3  | 2  | 1  | 0  | 7  | 1  | +6  | 7   | Setzens de final |   | —   | —   | 2–1 | 5–0 |
| 3   | NK Olimpija Ljubljana (H) | 3  | 1  | 0  | 2  | 2  | 7  | −5  | 3   |                  |   | 0–5 | —   | —   | —   |
| 4   | Birkirkara FC             | 3  | 0  | 0  | 3  | 0  | 14 | −14 | 0   |                  | — | —   | 0–1 | —   |     |

### Grup 7
| Pos | Equip          | PJ | PG | PE | PP | GF | GC | DG  | Pts | Classificació    |   | STJ | OSI | KLA | IST  |
| --- | -------------- | -- | -- | -- | -- | -- | -- | --- | --- | ---------------- | - | --- | --- | --- | ---- |
| 1   | UMF Stjarnan   | 3  | 3  | 0  | 0  | 21 | 0  | +21 | 9   | Setzens de final |   | —   | —   | 9–0 | 11–0 |
| 2   | ŽNK Osijek (H) | 3  | 2  | 0  | 1  | 11 | 1  | +10 | 6   |                  |   | 0–1 | —   | —   | 7–0  |
| 3   | KI Klaksvík    | 3  | 1  | 0  | 2  | 6  | 14 | −8  | 3   |                  | — | 0–4 | —   | —   |      |
| 4   | ŽFK Istatov    | 3  | 0  | 0  | 3  | 1  | 24 | −23 | 0   |                  | — | —   | 1–6 | —   |      |

### Grup 8
| Pos | Equip               | PJ | PG | PE | PP | GF | GC | DG | Pts | Classificació    |     | KAZ | SPO | HUN | HAJ |
| --- | ------------------- | -- | -- | -- | -- | -- | -- | -- | --- | ---------------- | --- | --- | --- | --- | --- |
| 1   | BIIK Kazygurt       | 3  | 3  | 0  | 0  | 6  | 1  | +5 | 9   | Setzens de final |     | —   | 2–1 | —   | 1–0 |
| 2   | Sporting CP         | 3  | 2  | 0  | 1  | 7  | 3  | +4 | 6   |                  |     | —   | —   | 2–0 | —   |
| 3   | MTK Budapest FC (H) | 3  | 1  | 0  | 2  | 2  | 5  | −3 | 3   |                  | 0–3 | —   | —   | 2–0 |     |
| 4   | KFF Hajvalia        | 3  | 0  | 0  | 3  | 1  | 7  | −6 | 0   |                  | —   | 1–4 | —   | —   |     |

### Grup 9
| Pos | Equip            | PJ | PG | PE | PP | GF | GC | DG  | Pts | Classificació    |     | AVA | SUB | PLJ | KIR |
| --- | ---------------- | -- | -- | -- | -- | -- | -- | --- | --- | ---------------- | --- | --- | --- | --- | --- |
| 1   | Avaldsnes IL     | 3  | 3  | 0  | 0  | 10 | 3  | +7  | 9   | Setzens de final |     | —   | 2–0 | 2–1 | —   |
| 2   | Spartak Subotica | 3  | 2  | 0  | 1  | 13 | 3  | +10 | 6   |                  |     | —   | —   | 6–0 | 7–1 |
| 3   | ŽFK Breznica (H) | 3  | 0  | 1  | 2  | 3  | 10 | −7  | 1   |                  | —   | —   | —   | 2–2 |     |
| 4   | FC Qiryat Gat    | 3  | 0  | 1  | 2  | 5  | 15 | −10 | 1   |                  | 2–6 | —   | —   | —   |     |

### Grup 10
| Pos | Equip               | PJ | PG | PE | PP | GF | GC | DG  | Pts | Classificació    |   | PAO | VLL | SFK | BET |
| --- | ------------------- | -- | -- | -- | -- | -- | -- | --- | --- | ---------------- | - | --- | --- | --- | --- |
| 1   | P.A.O.K.            | 3  | 3  | 0  | 0  | 12 | 0  | +12 | 9   | Setzens de final |   | —   | —   | 3–0 | 8–0 |
| 2   | KS Vllaznia Shkodër | 3  | 2  | 0  | 1  | 3  | 1  | +2  | 6   |                  |   | 0–1 | —   | —   | —   |
| 3   | SFK Sarajevo (H)    | 3  | 1  | 0  | 2  | 3  | 4  | −1  | 3   |                  | — | 0–1 | —   | 3–0 |     |
| 4   | SC Bettembourg      | 3  | 0  | 0  | 3  | 0  | 13 | −13 | 0   |                  | — | 0–2 | —   | —   |     |

## Fase Final

### Setzens de final
El sorteig dels setzens de final es fa l'1 de setembre del 2017 a la seu de la UEFA a Nyon, Suïssa. Per al sorteig dels setzens de final es divideix als equips en dos grups, el de caps de sèrie i els altres equips. Els caps de sèrie s'emparellen amb els no caps de sèrie perè els equips de la mateixa associació o els que venen del mateix grup de la fase de classificació no poden ser emparellats. Els caps de sèrie juguen el partit de tornada a casa.
| Equip local anada    | Resultat | Equip local tornada | Anada | Tornada |
| -------------------- | -------- | ------------------- | ----- | ------- |
| UMF Stjarnan         | 4-1      | FK Rossiyanka       | 1-1   | 4-0     |
| Fiorentina FC        | 2-1      | Fortuna Hjørring    | 2-1   | 0-0     |
| Apollon Limassol     | 0-4      | Linköpings FC       | 0-1   | 0-3     |
| Montpellier HSC      | 2-1      | Zvezda 2005 Perm    | 0-1   | 2-0     |
| BIIK Kazygurt        | 4-4      | Glasgow City FC     | 3-0   | 1-4     |
| Gintra Universitetas | 3-2      | FC Zürich           | 1-1   | 2-1     |
| Atlético de Madrid   | 2-15     | VfL Wolfsburg       | 0-3   | 2-12    |
| LSK Kvinner          | 3-1      | Brøndby IF          | 0-0   | 3-1     |
| AFC Ajax             | 1-2      | ACF Brescia         | 1-0   | 0-2     |
| St. Pölten           | 0-6      | Manchester City FC  | 0-3   | 0-3     |
| Chelsea FC           | 2-2      | Bayern Múnic        | 1-0   | 1-2     |
| FK Minsk             | 4-7      | SK Slavia Praga     | 1-3   | 3-4     |
| KKPK Medyk Konin     | 0-14     | Olympique de Lió    | 0-5   | 0-9     |
| P.A.O.K.             | 0-8      | Sparta Praga        | 0-5   | 0-3     |
| Olimpia Cluj         | 0-5      | FC Rosengård        | 0-1   | 0-4     |
| Avaldsnes IL         | 0-6      | FC Barcelona        | 0-4   | 0-2     |

### Vuitens de final
El sorteig dels vuitens de final es fa el 16 d'octubre de 2017. Per al sorteig dels vuitens es divideix als equips en dos grups, el de caps de sèrie, segons els coeficients dels equips restants i els altres equips. Els caps de sèrie són emparellats amb els no caps de sèrie però, de la mateixa manera que en l'anterior ronda, els equips de la mateixa associació o els que provinguin del mateix grup de la fase de classificació no poden quedar emparellats. El sorteig tembé determina quin equip juga l'anada o la tornada a casa.
| Equip local anada    | Resultat | Equip local tornada | Anada | Tornada |
| -------------------- | -------- | ------------------- | ----- | ------- |
| Sparta Praga         | 1-4      | Linköpings FC       | 1-1   | 0-3     |
| Gintra Universitetas | 0-9      | FC Barcelona        | 0-6   | 0-3     |
| Chelsea FC           | 4-0      | FC Rosengård        | 3-0   | 1-0     |
| LSK Kvinner          | 1-7      | Manchester City FC  | 0-5   | 1-2     |
| ACF Brescia          | 2-9      | Montpellier HSC     | 2-3   | 0-6     |
| BIIK Kazygurt        | 0-16     | Olympique de Lió    | 0-7   | 0-9     |
| Fiorentina FC        | 3-7      | VfL Wolfsburg       | 0-4   | 3-3     |
| UMF Stjarnan         | 1-2      | SK Slavia Praga     | 1-2   | 0-0     |

### Quarts de final
El sorteig dels quarts de final i les semifinals es fa en una sola jornada el 24 de novembre del 2017. Aquest sorteig no té cap mena de restriccions de tal manera que tots els equips poden ser emparellats entre ells. Els apareguts en primer lloc de l'emparellament són els equips que juguen l'anada a casa.
| Equip local anda   | Resultat | Equip local tornada | Anada | Tornada |
| ------------------ | -------- | ------------------- | ----- | ------- |
| Montpellier HSC    | 1-5      | Chelsea FC          | 0-2   | 1-3     |
| VfL Wolfsburg      | 6-1      | SK Slavia Praga     | 5-0   | 1-1     |
| Manchester City FC | 7-3      | Linköpings FC       | 2-0   | 5-3     |
| Olympique de Lió   | 3-1      | FC Barcelona        | 2-1   | 1-0     |

### Semifinals
| Equip local anada  | Resultat | Equip local tornada | Anada | Tornada |
| ------------------ | -------- | ------------------- | ----- | ------- |
| Chelsea FC         | 1-5      | VfL Wolfsburg       | 1-3   | 0-2     |
| Manchester City FC | 0-1      | Olympique de Lió    | 0-0   | 0-1     |

### Final
La final es juga el 24 de maig del 2018 a l'Estadi Valeriy Lobanovskyi Dynamo de Kíev, Ucraïna a partit únic. L'equip que apareixerà coma local es determina en el sorteig de quarts de final i semifinals.
| Equip 1       | Resultat | Equip 2          |
| ------------- | -------- | ---------------- |
| VfL Wolfsburg | 1-4      | Olympique de Lió |